# ドイツ連邦

ドイツ連邦
Deutscher Bund (ドイツ語)

1820年のドイツ連邦
二大国のオーストリア帝国（黄）とプロイセン王国（青）は連邦の国境線（赤）外にも領土を有している。

| 先代                                                  | 次代 |
| ----------------------------------------------------- | --- |
| ライン同盟 オーストリア帝国 プロイセン王国 ドイツ帝国 | ドイツ帝国 北ドイツ連邦 オーストリア帝国 バイエルン王国 ヴュルテンベルク王国 バーデン大公国 ヘッセン大公国 ルクセンブルク大公国 リヒテンシュタイン公国 |

ドイツ連邦内の各領邦と帝国自由都市（ドイツ語）。

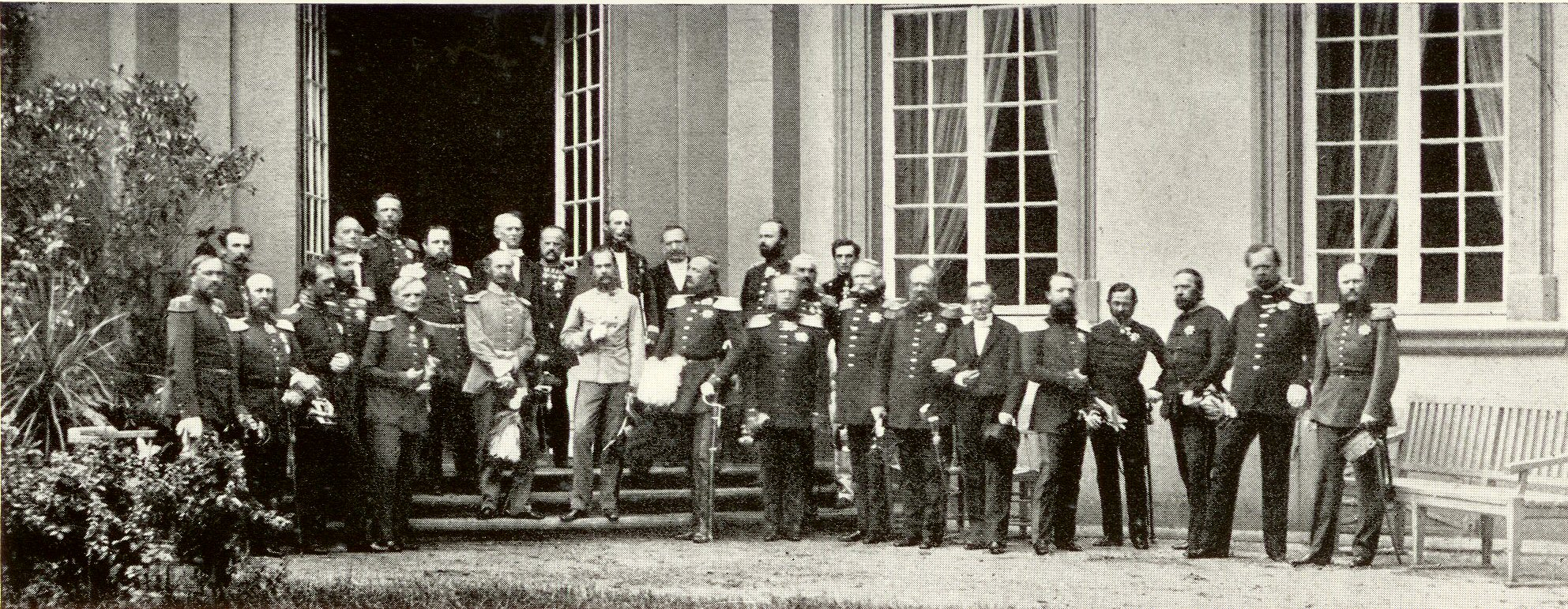
フランクフルトに集まった各加盟諸邦の君主たち（1863年）。

ドイツ連邦（ドイツれんぽう）またはドイツ同盟（ドイツどうめい、ドイツ語: Deutscher Bund）は、旧神聖ローマ帝国を構成していたドイツの35の領邦と4つの帝国自由都市との連合体である。1815年のウィーン議定書に基づいてオーストリア帝国を盟主として発足し、1866年の普墺戦争でのプロイセン王国の勝利をもって解消された。
ドイツ連邦はあくまでも複数の主権国家の連合体、つまり国家連合（Staatenbund）であり、連邦国家（Bundesstaat）でない。そのため、「ドイツ連合」や「ドイツ国家連合」などとも訳される（下記「訳語」の項目を参照）。

## 歴史
ドイツ連邦はライン同盟の解体を受け、ウィーン会議を経て1815年6月8日のドイツ連邦規約に基づいて成立した。
オーストリア帝国（連邦議会議長）、プロイセン王国、4つの帝国自由都市（リューベック、フランクフルト、ブレーメン、ハンブルク）など39の領邦が同盟を構成した。なお、旧神聖ローマ帝国の領域を範囲としたため、オーストリアおよびプロイセンの領土は連邦の内と外にまたがっていた。
それまで神聖ローマ皇帝が司ってきたドイツ全体に関わる懸案の審議と議決を目的に、フランクフルトに連邦議会（Bundestag des Deutschen Bundes あるいは Bundesversammlung）が常設された。軍隊、警察、関税は構成国の主権に属した。連邦議会の議員は諸邦の普通選挙で選ばれた官吏、大学教員等の市民階級の代表が務めた。プロイセンのビスマルクもその一人であった。
1848年の三月革命によって存続を危ぶまれたが、1849年に復活した。しかし、1866年の普墺戦争に勝利したプロイセンはドイツ連邦を解消、翌1867年プロイセンは北ドイツ連邦を成立させ、ドイツ統一の主導権を握り、後のドイツ帝国の母体とした。

## 加盟諸邦

### 連邦議会で4票を有する
- オーストリア帝国
- プロイセン王国
- ザクセン王国
- バイエルン王国
- ハノーファー王国[注釈 2]
- ヴュルテンベルク王国

### 連邦議会で3票を有する
- バーデン大公国
- ヘッセン選帝侯国
- ヘッセン＝ダルムシュタット大公国
- ホルシュタイン公国[注釈 3]
- ルクセンブルク大公国[注釈 4]

### 連邦議会で2票を有する
- ブラウンシュヴァイク公国
- メクレンブルク＝シュヴェリン大公国
- ナッサウ公国

### 連邦議会で1票を有する
- ザクセン＝ヴァイマル＝アイゼナハ大公国
- ザクセン＝ゴータ公国
- ザクセン＝コーブルク公国
ザクセン＝ゴータ公国及びザクセン＝コーブルク公国は、1825年に以下の3か国に再編された。
  -  ザクセン＝コーブルク＝ゴータ公国
  -  ザクセン＝マイニンゲン公国
  - ザクセン＝ヒルトブルクハウゼン公国
- メクレンブルク＝シュトレーリッツ大公国
- オルデンブルク大公国
- アンハルト＝デッサウ公国
- アンハルト＝ベルンブルク公国
- アンハルト＝ケーテン公国
上記の3か国は1863年に下国に再編された。
  -  アンハルト公国
- シュヴァルツブルク＝ゾンダースハウゼン侯国
- シュヴァルツブルク＝ルードルシュタット侯国
- ホーエンツォレルン＝ヘヒンゲン侯国（ドイツ語版）
- リヒテンシュタイン侯国
- ホーエンツォレルン＝ジグマリンゲン侯国（ドイツ語版）
- ヴァルデック侯国
- ロイス侯国（兄系）
- ロイス侯国（弟系）（ロイス＝ローベンシュタイン、ロイス＝シュライツ、ロイス＝エベルスドルフ）
- シャウムブルク＝リッペ侯国
- リッペ侯国
- 自由都市リューベック
- 自由都市フランクフルト
- 自由都市ブレーメン
- 自由都市ハンブルク

## ドイツ連邦の旗

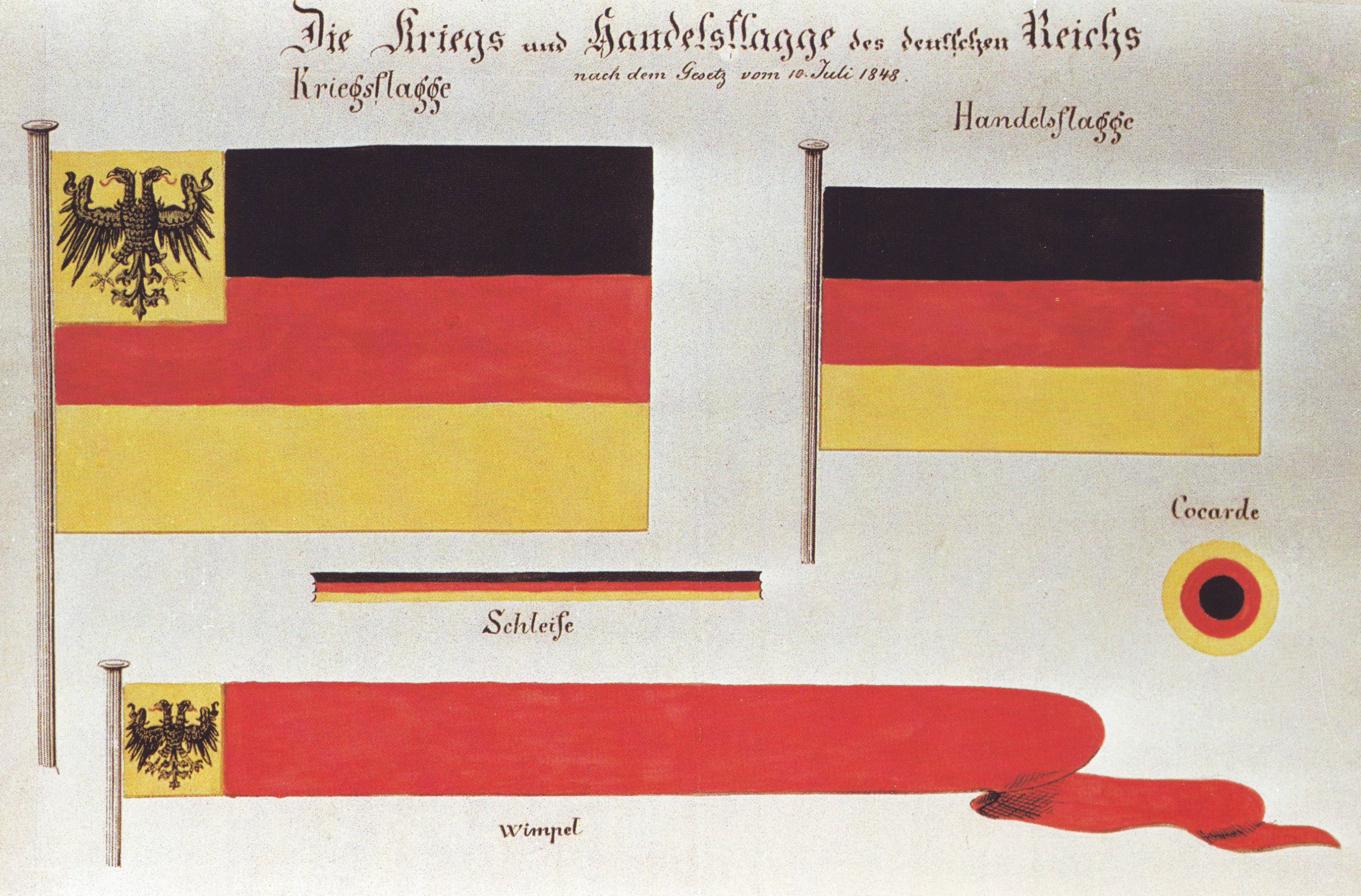
法律の草案

ドイツ連邦は国家連合であり、連邦国家では無いので統一された旗は存在しなかった。1848年11月、ドイツ帝国のフランクフルト国民議会で採択した（帝国法）黒、赤、金の国旗が、そのままドイツ連邦にも引き継がれた。

## 訳語
Deutscher Bund はアメリカ合衆国のような連邦国家ではなく、国家の緩やかな連合体（国家連合）であるため、「ドイツ連邦」という訳語は問題があるとする考えもある。連邦国家でないものを「ドイツ連邦」と称するのは本来的にミスリーディングであり、「ドイツ同盟」と訳すほうが望ましいとする。また、訳語に用いられるほかの例としては、「ドイツ連合」や「ドイツ国家連合」などがある。